# 愛知県道272号大谷富貴線
愛知県道272号大谷冨貴線（あいちけんどう272ごう おおたにふきせん）は、愛知県常滑市から知多郡武豊町に至る一般県道である。

## 概要

### 路線データ
- 起点：常滑市大谷（大谷交差点）
- 終点：知多郡武豊町大字冨貴（富貴駅東交差点）

## 沿革
- 1959年12月15日：認定

## 通過する自治体
- 愛知県
  - 常滑市
  - 知多郡武豊町

## 接続する道路
- 愛知県道72号武豊小鈴谷線 重複区間（大谷交差点・嶋田交差点間）
- 国道247号（札月交差点）
- 南知多道路武豊インターチェンジ（武豊インター交差点）
- 国道247号（富貴駅東交差点）

## 沿線・周辺
- 常滑市立小鈴谷小学校
- 大谷工業団地
- 武豊町運動公園
- 知多カントリー倶楽部
- 武豊町立富貴小学校
- 富貴郵便局
- 名鉄河和線富貴駅